# Tanfoglio P19
Le Tanfoglio P19 Combat Sport est un pistolet semi-automatique fabriqué par Tanfoglio.

## Description
C'est une arme sportive (utilisée pour le tir sportif de vitesse - IPSC) en Inox chambrée en 9 x19mm, en .40 S&W, en 9x21 mm IMI pour le marché italien, en .38 Super, en 10mm auto et en 45 ACP. 
Le P19 est une arme de format standard (canon de 116 mm), son poids est de 1 150 g.
Il existe en version inox, ou en acier bronzé.
Ce pistolet fonctionne en mode simple action et double action et fonctionne selon le principe du percuteur frappé avec chien externe (marteau). Il est équipé d'une sécurité active ambidextre, d'une hausse  réglable, d'un guidon intégré à la glissière.
Le Modèle "Combat" ne comporte pas de hausse réglable.